# Tendenslitteratur
Tendenslitteratur er litteratur der oftest har en agitorisk hensigt. Forfatteren prøver at påvirke læseren med sine holdninger gennem litteraturen.
| Sprog og litteratur | Spire Denne artikel om litteratur er en spire som bør udbygges. Du er velkommen til at hjælpe Wikipedia ved at udvide den. |